# 奥索洛
奥索洛（匈牙利語：Aszaló）是匈牙利包尔绍德-奥包乌伊-曾普伦州所辖的一个村。总面积25.40平方公里，总人口1958，人口密度77.1人/平方公里（2011年1月1日）。